# Otero de Bodas
Otero de Bodas é um município da Espanha na província de Zamora, comunidade autónoma de Castela e Leão, de área 50,20 km² com população de 213 habitantes (2007) e densidade populacional de 4,56 hab/km².

## Demografia
| Variação demográfica do município entre 1991 e 2004 | Variação demográfica do município entre 1991 e 2004 | Variação demográfica do município entre 1991 e 2004 | Variação demográfica do município entre 1991 e 2004 |
| --------------------------------------------------- | --------------------------------------------------- | --------------------------------------------------- | --------------------------------------------------- |
| 1991                                                | 1996                                                | 2001                                                | 2004                                                |
| 310                                                 | 291                                                 | 250                                                 | 229                                                 |